# 希爾曼 (喬治亞州)
希爾曼（英語：Hillman）是位於美國喬治亞州托利弗縣的一個非建制地區。該地的面積和人口皆未知。

## 地理
希爾曼的座標為33°36′03″N 82°47′52″W / 33.60083°N 82.79778°W，而該地的平均海拔高度為145米（即476英尺）。